# Marlos
Marlos Romero Bonfim (* 7. Juni 1988 in São José dos Pinhais), kurz Marlos, ist ein brasilianisch-ukrainischer Fußballspieler. Der offensive Mittelfeldspieler ist derzeit ohne Vertrag und ist ehemaliger ukrainischer Nationalspieler.

## Karriere

### Verein
In der Jugend spielte Marlos für Coritiba FC und rückte dort 2006 in den Kader der Profimannschaft. Am 25. Mai 2008 machte er gegen den FC São Paulo sein erstes Spiel in der höchsten brasilianischen Spielklasse. Am 21. Juni 2008 gelang ihm im Spiel gegen Fluminense Rio de Janeiro sein erstes Tor. 2009 wechselte er zum Ligakonkurrenten FC São Paulo, bevor er 2012 nach Europa zu Metalist Charkiw wechselte. Zur Saison 2014/15 wechselte Marlos zu Schachtar Donezk. Bei dem Klub blieb er bis Ende des Jahres 2021, dann ging er in seine Heimat zurück.
Im Februar 2022 unterzeichnete er dann einen Vertrag bis zum Ende der Saison im November des Jahres bei Athletico Paranaense.

### Nationalmannschaft
2017 erhielt Marlos die ukrainische Staatsbürgerschaft und absolvierte am 6. Oktober 2017 gegen den Kosovo sein erstes Länderspiel für die Ukraine. Bei der Europameisterschaft 2021 stand er im Aufgebot der Ukraine, die im Viertelfinale gegen England ausschied.

## Erfolge
Coritiba FC
- Staatsmeisterschaft von Paraná: 2008
- Série B: 2007